# Valentine Fortin
Valentine Fortin (Toulouse, 24 april 1999) is een Franse baan- en wegwielrenster.

## Carrière
Tijdens de Wereldkampioenschappen baanwielrennen voor junioren behaalde ze in een derde plaats op de ploegenachtervolging in 2016 en 2017, in 2017 werd ze ook derde op koppelkoers. Sinds 2022 rijdt ze voor de Franse wielerploeg Cofidis.

## Palmares

### Baanwielrennen
| Jaar     | NK                                                                                | EK                    | WK                                  | Overig   |
| Junioren | Junioren                                                                          | Junioren              | Junioren                            | Junioren |
| -------- | --------------------------------------------------------------------------------- | --------------------- | ----------------------------------- | -------- |
| 2016     |                                                                                   |                       | ploegenachtervolging                |          |
| 2017     | scratch · achtervolging · 500m tijdrit                                            | puntenkoers           | ploegenachtervolging                |          |
| Belofte  |                                                                                   |                       |                                     |          |
| 2018     |                                                                                   | puntenkoers           |                                     |          |
| 2019     |                                                                                   | ploegenachtervolging  |                                     |          |
| Elite    |                                                                                   |                       |                                     |          |
| 2017     | scratch                                                                           |                       |                                     |          |
| 2018     | ploegenachtervolging · koppelkoers                                                |                       |                                     |          |
| 2019     | ploegenachtervolging · koppelkoers · achtervolging · omnium · scratch             |                       |                                     |          |
| 2020     |                                                                                   |                       |                                     |          |
| 2021     |                                                                                   | afvalkoers, · scratch |                                     |          |
| 2022     |                                                                                   | ploegenachtervolging  | koppelkoers, · ploegenachtervolging |          |
| 2023     | achtervolging, · afvalkoers, · koppelkoers, · ploegenachtervolging, · puntenkoers | afvalkoers            | afvalkoers, · ploegenachtervolging  |          |
| 2024     | koppelkoers, · ploegenachtervolging, · achtervolging, · omnium                    | koppelkoers, · omnium |                                     |          |

### Wegwielrennen
2023
2e en 5e etappe Ronde van Bretagne
Dwars door Hauts-de-France
GP van Isbergues

#### Resultaten in voornaamste wedstrijden
|      | \| Jaar \| Gent-Wevelgem \| Ronde van Vlaanderen \| Parijs-Roubaix \| \| ---- \| ------------- \| -------------------- \| -------------- \| \| 2022 \| opgave \| \| buit.tijd \| \| 2023 \| 14e \| opgave \| buit.tijd \| \| 2024 \| opgave \| \| 46e \| \| 2025 \| 11e \| \| opgave \| |                      |                |
| Jaar | Gent-Wevelgem | Ronde van Vlaanderen | Parijs-Roubaix |
| 2022 | opgave |                      | buit.tijd      |
| 2023 | 14e | opgave               | buit.tijd      |
| 2024 | opgave |                      | 46e            |
| 2025 | 11e |                      | opgave         |

## Ploegen
- 2021 –  Saint Michel-Auber93
- 2022 –  Cofidis
- 2023 –  Cofidis
- 2024 –  Cofidis
- 2025 –  Cofidis